# Монарх західний
Монарх західний (Trochocercus nitens) — вид горобцеподібних птахів родини монархових (Monarchidae). Мешкає в Західній і Центральній Африці.

## Підвиди
Виділяють два підвиди:
- T. n. reichenowi Sharpe, 1904 — від Гвінеї до Того.
- T. n. nitens Cassin, 1859 — від Нігерії до Південного Судану, Уганди, Демократичної Республіки Конго і північно-західної Анголи.

## Поширення і екологія
Західні монархи живуть у вологих рівнинних тропічних лісах Західної і Центральної Африки.